# Jenessa Grant
Pour les articles homonymes, voir Grant.
Jenessa Grant, née le 16 décembre 1988, est une actrice canadienne. 

## Filmographie
- 2013 : Cracked : Isabelle Saunders
- 2013 : Reign : Aylee
- 2015 : Grimm : Chloe Bennett
- 2017 : Ransom : Evie
- 2017 : Orphan Black : Mud
- 2017-2019 : The Handmaid's Tale
- 2019 : Tin Star : Rosa